# Пережогін Ілля Миколайович
Ілля́ Микола́йович Пережо́гін (1993—2020) — молодший сержант Збройних сил України, учасник російсько-української війни.

## З життєпису
Народився 1993 року в Республіці Молдова. Рано залишився без батьків; 2002 року разом із двома сестрами переїхав на Одещину — в село Орлівка Ренійського району. Там жила бабуся хлопця, яка й оформила опіку над онуками. Мешкав у селі Орлівка. Працював у місті Білгород-Дністровський.
У часі війни протягом 2017—2018 років проходив службу в 56-й та 28-й бригадах, брав участь у бойових діях. З 2019 року — в 131-му батальйоні; молодший сержант.
10 березня 2020-го загинув у вечірню пору від кулі ворожого снайпера поблизу селища Піски (Ясинуватський район).
Похований 13 березня 2020 року в селі Орлівка Ренійського району. Без Іллі залишилися дві сестри.

## Нагороди та вшанування
- Указом Президента України № 177/2020 від 12 квітня 2020 року за «особисту мужність і самовіддані дії, виявлені у захист державного суверенітету та територіальної цілісності України» нагороджений орденом За мужність III ступеня (посмертно)[2]